# Strongylocentrotus polyacanthus
Strongylocentrotus polyacanthus är en sjöborreart som beskrevs av Alexander Emanuel Agassiz och Hubert Lyman Clark 1907. Strongylocentrotus polyacanthus ingår i släktet Strongylocentrotus och familjen tistelsjöborrar. Inga underarter finns listade i Catalogue of Life.